# 瑞典LGBT權益
瑞典是對於女同性戀者、男同性戀者、雙性戀者與跨性別者（LGBT）最為友善的歐洲國家之一。因社會和政府有深厚的世俗主義意識，瑞典率先去除將同性戀視為疾病的歧見，並立法保障同性戀的諸多權利，因此被公認是LGBT權益運動的領導國。瑞典議會以 261 票贊成、22 票反對，使同性婚姻自 2009 年 5 月 1 日起完全合法，其中反對票普遍源於基督教民主黨員。

## 同志相關法律歷程
瑞典於1944年使同性性行為合法化；同年，同意年齡修訂為18歲。1972年，瑞典成為全世界第一個允許跨性別者更動法律性別的國家，同時提供免費的激素療程，並將同意年齡下修為15歲。1979年，當時仍被視為「病患」的同性戀者發起抗議活動，反對官方將同性戀定義為疾病，LGBT權益運動積極分子最後甚至佔領了國家健康和福利委員會本部。數個月後，瑞典成為全世界第一個將同性戀排除於心理疾病範圍的國家。1987年，議會通過禁止同志三溫暖和性交易的法律，以防緩HIV病毒的傳染，直到2004年撤銷。異裝行為也在2008年被去除疾病之名。

## 同性伴侶關係

### 登記伴侶關係
同性情侶自1995年起可合法登記為伴侶關係。登記伴侶除了法律第三章第15至17條內容所規定的部分之外，和以婚姻結合的夫妻享有一切相同權利。2009年5月，由於同性婚姻法的實施，婚姻正式取代登記伴侶關係，官方亦不再受理登記伴侶關係申請。現行的伴侶關係仍不受影響、維持有效；而登記伴侶也可以選擇聲請轉變成立婚姻關係，或另外依據新法成立婚姻關係。

### 同性婚姻
同性婚姻法是由前法務總長漢斯·雷格納（Hans Regner）提案、編寫，2007年3月收錄在政府報告中。在前社民黨政府針對同性婚姻合法化的可能性實施調查後，2008年，瑞典議會對婚姻法改革進行投票。
通過法案使同性婚姻合法化的瑞典現任內閣政府，是由溫和黨、中間黨、自由人民黨和基督民主黨合組的執政聯盟──瑞典聯盟組成。
| 黨別 | 黨別       | 立場 | 瑞典議會席次 | 職務         |
| ---- | ---------- | ---- | ------------ | ------------ |
|      | 社民黨     | 支持 | 130          | 在野黨       |
|      | 溫和黨     | 支持 | 97           | 政府領導     |
|      | 中間黨     | 支持 | 29           | 執政聯盟夥伴 |
|      | 人民黨     | 支持 | 28           | 執政聯盟夥伴 |
|      | 基督民主黨 | 反對 | 24           | 執政聯盟夥伴 |
|      | 左翼黨     | 支持 | 22           | 在野黨       |
|      | 綠黨       | 支持 | 19           | 在野黨       |

#### 同性婚姻投票結果
| 終審裁決 | 議會票選席次 |
| 支持     | - 261        |
| 反對     | - 22         |
| 廢票     | - 16         |
| 缺席     | - 50         |

| 終審裁決 | 議會票選席次 |
| 支持     | - 176        |
| 反對     | - 62         |
| 廢票     | - 11         |
| 缺席     | - 0          |

根據投票結果，瑞典議會於2009年4月1日通過性別中立的新婚姻法，並於2009年5月1日正式承認同性婚姻。
2009年10月22日，瑞典教會議會也通過同性婚姻案，包括同意使用正式的「婚配」一詞（瑞典語：äktenskap）。新法於2009年11月1日實施。

## 同志權益運動

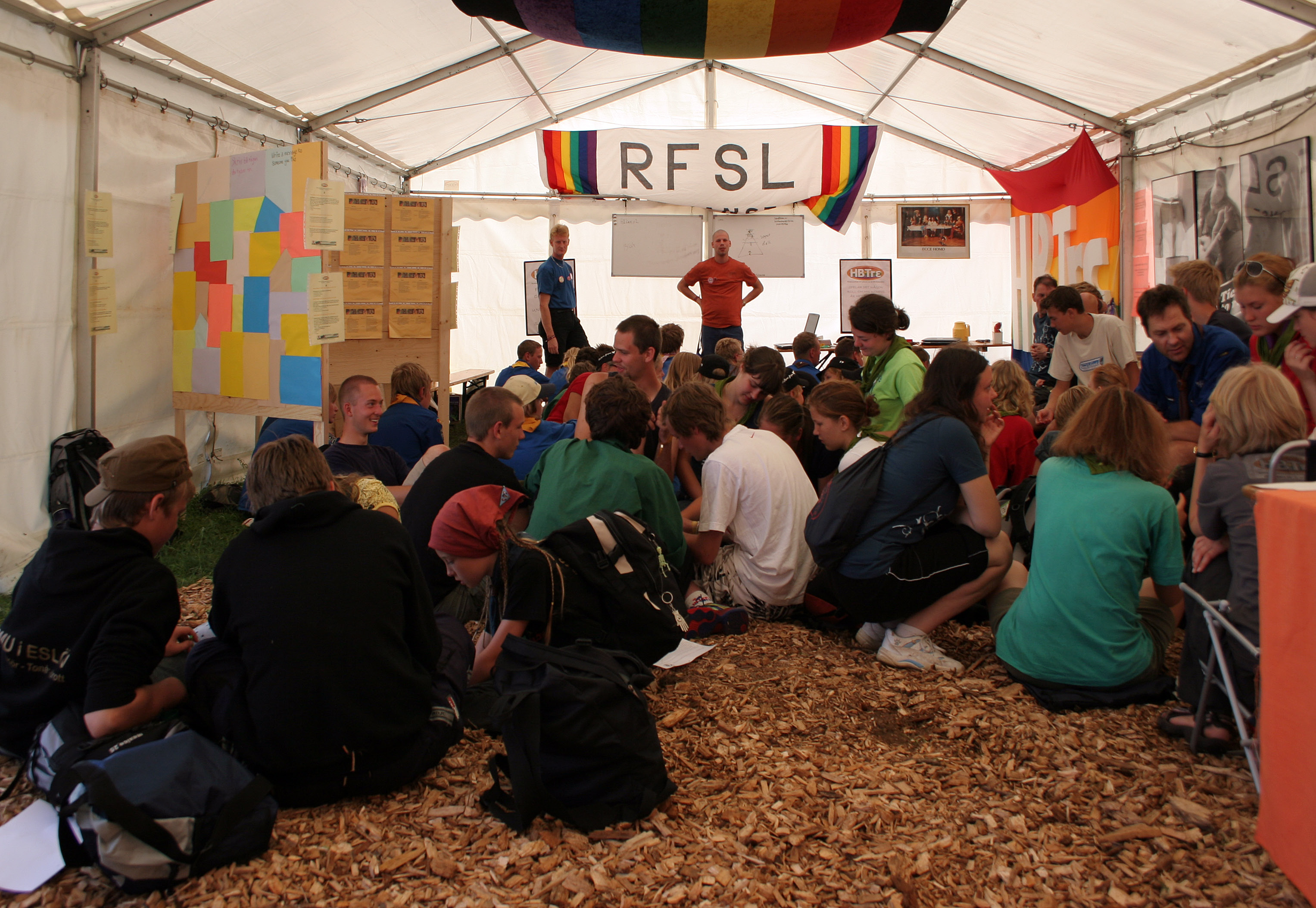
瑞典女同性戀、男同性戀、雙性戀及跨性別權利同盟（RFSL）舉辦研討會，2008年。

瑞典女同性戀、男同性戀、雙性戀及跨性別權利同盟（RFSL）是全世界歷史最悠久的同志組織之一。它成立於1950年10月，最早為丹麥同志平權運動組織（1948年成立）的瑞典分部，後更名並宣布轉為獨立組織。現今，它北起北博滕、南至馬爾默，在全瑞典共分布了28個地方分支機構，並擁有超過6000名會員。組織致力於理念遊說、資訊傳播和組織的支持活動等，在國際上則與國際男女同性戀聯合會（ILGA）以及鄰國的同志組織合作，為同志族群服務。
組織在斯德哥爾摩、哥特堡和馬爾默都分別設有男女性諮商中心。諮詢輔導是為幫助民眾了解或討論出櫃、性、感情、HIV/AIDS和其他健康問題等的義務服務，也提供求助者與專家和醫療機構聯絡的相關幫助，以及庇護、遺囑編寫等法律協助。
瑞典每年都會舉辦同性戀自豪日，其中以斯德哥爾摩遊行的規模最大、最為悠久，自1998年起已成為的年度盛事。哥德堡、馬爾默和烏普薩拉等城市後也開始舉行各式同志節慶，社區間也有許多小型地區活動。

### 捐血問題
2008年秋季，國家健康和福利委員會提案開放男男性接觸者（MSM）的合法捐血資格，但發生性行為六個月內不得進行捐血。先前在2006年時曾有過一次提案，但遭否決。自2010年3月1日起，男男性接觸者在一年的列管期（無性行為）後可以捐血，但捐血中心認為新法不切實際，拒絕服從新法，因此新法現被推遲至最早2011年10月1日實行。

## 概要
| 項目                                                     | 合法性 |
| -------------------------------------------------------- | ------ |
| 同性性行為合法化                                         | 是     |
| 性別重置權力                                             | 是     |
| 同性戀者得合法公開在軍界服務                             | 是     |
| 同意年齡平等化                                           | 是     |
| 將同性戀排除於心理疾病                                   | 是     |
| 將異裝（跨性別）排除於心理疾病                           | 是     |
| 反歧視法適用於所有領域（包括：仇恨言論）                 | 是     |
| 反歧視法不得因跨性別認同或表達而有差別待遇               | 是     |
| 承認同性伴侶關係                                         | 是     |
| 同性婚姻                                                 | 是     |
| 同性伴侶之共同領養及繼子女領養皆為合法                   | 是     |
| 已婚或伴侶關係穩定之女同性戀者進行體外人工受精之合法管道 | 是     |
| 允許男男性接觸者（MSM）進行捐血                          | 是     |

## 外部連結
- 瑞典女同性戀、男同性戀、雙性戀及跨性別權利同盟網站 （页面存档备份，存于）（瑞典文）
- 瑞典反性傾向歧視監察使官方網站（瑞典文）